# (900) Rosalinda
(900) Rosalinda es un asteroide perteneciente al cinturón de asteroides descubierto el 10 de agosto de 1918 por Maximilian Franz Wolf desde el observatorio de Heidelberg-Königstuhl, Alemania.
Está nombrado por Rosalinda, un personaje de la ópera El murciélago del compositor alemán Johann Strauss II.